# Aleksandra Leonova
Aleksandra Aleksandrovna Leonova (Russisch: Александра Александровна Леонова; meisjesnaam: Ржевская; Rzjevskaja) (Pjatigorsk, Kraj Stavropol, 4 september 1964), is een voormalig basketbalspeelster die uitkwam voor het nationale team van de Sovjet-Unie. Ze behaalde de onderscheiding Meester in de sport van de Sovjet-Unie, Internationale Klasse.

## Carrière
Leonova studeerde af aan de Novosibirsk Instituut of Water Transport Engineers.
Leonova speelde voor Dinamo Novosibirsk. Ze won met Dinamo het landskampioenschap van de Sovjet-Unie in 1986, 1987 en 1988. Ze werd tweede in 1985 en derde in 1981, 1982 en 1983. Met Dinamo verloor Leonova twee keer de EuroLeague Women in 1987 en 1988. Leonova won een keer de Ronchetti Cup in 1986.
Met het nationale team van de Sovjet-Unie won Leonova brons op de Olympische Spelen in 1988. Ook won ze een gouden medaille op de Europese Kampioenschappen in 1987.

## Erelijst
- Landskampioen Sovjet-Unie: 3
  - Winnaar: 1986, 1987, 1988
  - Tweede: 1985
  - Derde: 1981, 1982, 1983
- EuroLeague Women:
  - Runner-up: 1987, 1988
- Ronchetti Cup: 1
  - Winnaar: 1986
- Olympische Spelen:
  - Brons: 1988
- Europees Kampioenschap: 1
  - Goud: 1987